# Église des Cordeliers de Nancy
Pour les articles homonymes, voir Église des Cordeliers et Cordeliers (homonymie).
L'église des Cordeliers, de son nom complet église Saint-François-des-Cordeliers, est une église de la Vieille-Ville de Nancy, située juste à côté du palais des ducs de Lorraine dont elle renferme les tombeaux. L'église et le couvent qui la jouxte font aujourd'hui partie intégrante du musée Lorrain. Affectée au culte, l'église dépend de la paroisse Saint-Epvre.
La chapelle de l'ancien couvent des Cordeliers qui contient les tombeaux des ducs de Lorraine fait l’objet d’un classement au titre des monuments historiques par la liste de 1840. Elle bénéficie de classements supplémentaires en 1945 et 2005.

## Situation
Comprise au sein de la Vieille-Ville de Nancy, l'église des Cordeliers est située au 66 Grande-Rue (paroisse Saint-Epvre). 

## Histoire

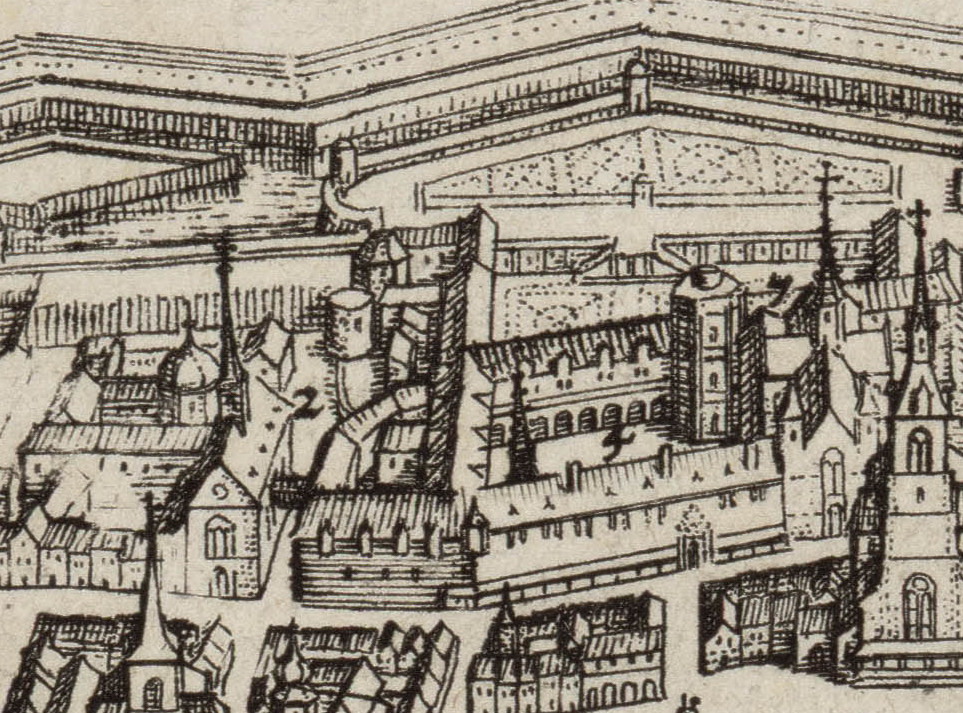
L'église vers 1620.

Construite sous René II de Lorraine après la bataille de Nancy, elle est consacrée en 1487, jouxtant le palais Ducal reconstruit à la même époque. L'église devint ensuite la sépulture des ducs de Lorraine, précédemment inhumés en la collégiale Saint-Georges, aujourd'hui disparue.
L'église sert temporairement de lieu de culte paroissial à partir de 1857, lorsque la vieille église Saint-Epvre menace ruine et ce, jusqu'à ce que cette dernière soit reconstruite.

## Architecture

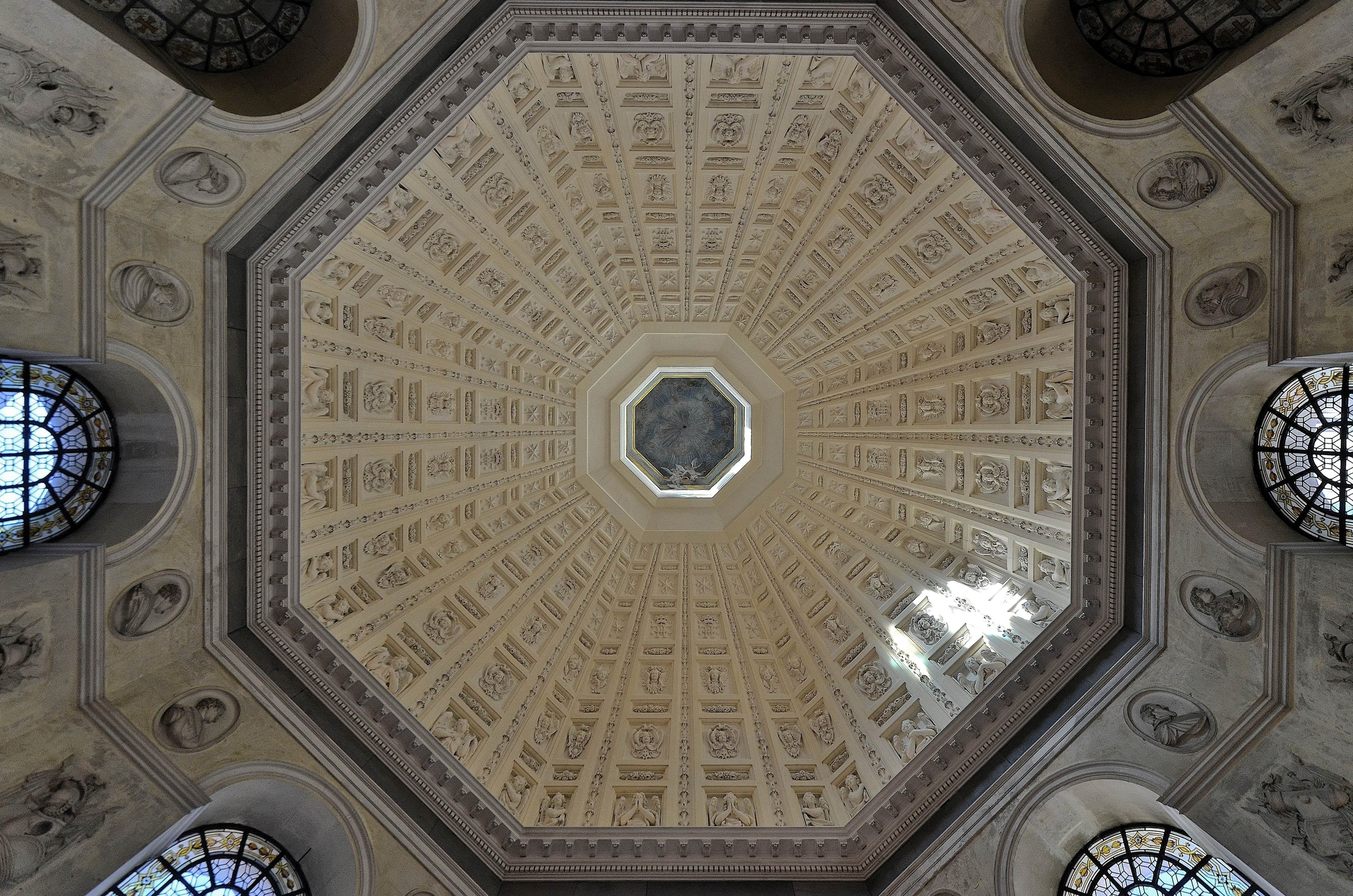
Coupole de la chapelle des Cordeliers.

L'édifice surprend par sa grande sobriété extérieure pour une longueur totale de 73 mètres et seulement 9 mètres de largeur. La grande nef unique, typique de l'architecture des églises des Cordeliers, était décorée de nombreux vitraux (dont quelques fragments réputés de cette provenance sont visibles au musée Lorrain), ainsi que de fresques dont il reste une travée intacte au niveau du chœur.
Latéralement à la nef se trouvent des chapelles collatérales abritant les enfeus de certains ducs de Lorraine. Juste avant l'autel, sur le côté droit, se trouve l'impressionnant enfeu polychrome renaissance du duc René II de Lorraine. L'autel (rapporté) est décoré d'un retable polychrome de 1522, tandis que la grande rosace refaite à l'époque classique représente les armes de Lorraine. À gauche de l'autel se trouve la chapelle funéraire des Princes de Lorraine fermée par une imposante grille aux armes de la dynastie. Au sol, une trappe en bois cache l'accès au caveau.
Une partie du plafond est recouverte d'une fresque du XVIe siècle ; attribuée à Hugues de la Faye, elle représente les Anges tenant les instruments de la Passion. Une autre peinture à la détrempe est présente sur les deux premières travées de gauche, proche des gisants de Claude de Baudoche et René de Beauvau, elle est dédiée à Notre-Dame-de-Consolation.
Au XIXe siècle, furent installées dans le chœur les stalles en bois provenant de l'abbaye de Salival et datant de 1691.
La chapelle Notre-Dame-de-Lorette, chapelle funéraire des ducs de Lorraine, est accolée au niveau du chœur. L'édifice fut construit de 1609 à 1612, avec un style baroque italien avec une étonnante coupole en trompe-l'œil.
Cette chapelle, créée par la volonté de Charles III de Lorraine, renferme les dépouilles et les cénotaphes de tous les ducs de Lorraine, aïeux de la famille de Habsbourg-Lorraine et de ce fait, le seul duc de Lorraine à ne pas y être inhumé est François-Étienne de Lorraine qui, devenu empereur du Saint-Empire, fut inhumé en la nécropole des Habsbourg à Vienne (Autriche).

## Tombeaux des ducs de Lorraine

### Tombeau de René II de Lorraine et gisant de Philippe de Gueldre

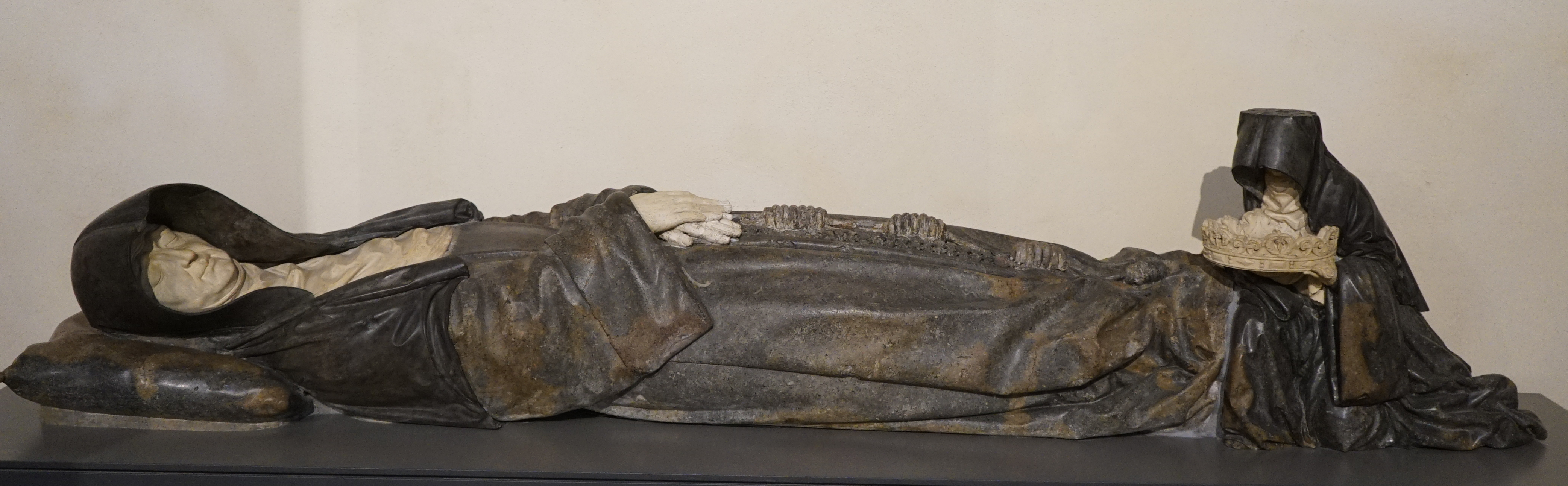
Gisant de Philippe de Gueldre.

Dans la nef, à proximité du chœur se trouve le tombeau du duc René II, caractérisé par un monumental enfeu polychrome Renaissance dû à l'architecte Jacques Vauthier et exécuté en 1511. La polychromie a été reprise au XIXe siècle.
Parmi les gisants situés dans la première partie de la nef (tous rapportés ultérieurement), celui de l'épouse de René II, Philippe de Gueldre (originellement à Pont-à-Mousson), est remarquable par la performance sculpturale sous le ciseau de Ligier Richier ainsi que par le traitement de la pierre calcaire de Meuse lui conférant l'aspect du marbre.

### Autres tombeaux
On peut également remarquer les gisants de Henri III de Vaudémont, d'Antoine de Vaudémont et de Marie d'Harcourt (1398-1476), ainsi que le tombeau du cardinal Charles de Vaudémont par Florent Drouin .
Une belle statuette de facture romane dite Le retour du croisé (XIIe siècle) est présumée comme étant le tombeau de Gérard Ier de Vaudémont et d'Huderige de Dagsbourg (ou de Hugues Ier de Vaudémont et Aigeline de Bourgogne), la femme enserrant son mari de retour après une longue absence de plus d'une dizaine d'années.
Le graveur Jacques Callot et le peintre Jean Le Clerc sont inhumés dans le cloître attenant à l'église.

## L'église et les Habsbourg-Lorraine
L'église des Cordeliers entretient de longue date des liens particuliers avec la maison de Habsbourg-Lorraine. Dès les années 1760, l'empereur du Saint-Empire s'inquiète de l'état des tombeaux de ses ancêtres et fait faire divers travaux de marbrerie. Il fait également dire des messes. Marie-Antoinette, née archiduchesse d'Autriche, fit une halte dans la chapelle de ses ancêtres avant de rejoindre son futur époux Louis XVI.
À la Révolution, les tombeaux sont profanés et les cercueils éventrés. Toutefois, les fossoyeurs prennent soin, en ensevelissant les os dans le cimetière de Boudonville, de les mettre à part. Sous la Restauration, Louis XVIII et François Ier d'Autriche s'émeuvent du triste état de la chapelle ronde. Celle-ci est restaurée et les dépouilles ducales solennellement réinstallées le 9 novembre 1826. La cérémonie expiatoire a lieu sous la direction de Nicolas-Charles de Vincent, noble lorrain et ancien ambassadeur d'Autriche, et de Charles de Forbin-Janson, évêque de Nancy. D'autres dépôts mortuaires ont lieu par la suite. L'empereur d'Autriche crée une fondation en 1826 instituant un aumônier chargé de dire quotidiennement la messe, et d'assurer un service funèbre solennel en novembre à la mémoire de ses ancêtres. Ce service est assuré sans discontinuité jusqu'en 1914.
En 1867, François-Joseph Ier, empereur d'Autriche, vient également se recueillir sur le tombeau de ses ancêtres.
Après la Première Guerre mondiale, un groupe de Lorrains, guidé par le maréchal Lyautey, remet en place la messe solennelle à la mémoire des ducs et princes de Lorraine et de Bar. Cet office, assuré de manière pérenne depuis 1934, a lieu à l'automne, généralement fin octobre. Il est organisé par la Société d'histoire de la Lorraine et du Musée Lorrain. La messe est célébrée par le curé de la paroisse Saint-Epvre, dont dépend l'église des Cordeliers. Elle est parfois présidée par l'évêque de Nancy et de Toul.
C'est également dans la chapelle des Cordeliers que fut célébré le 10 mai 1951 le mariage d'Otto de Habsbourg-Lorraine et de Regina de Saxe-Meiningen. Ils y célébrèrent également leurs noces d'or le 10 mai 2001. Le 9 juillet 2011, une messe de requiem y a été dite à la mémoire de l'archiduc Otto de Habsbourg-Lorraine par l'Oratoire Saint-Philippe Néri qui dessert la paroisse Saint-Epvre dont dépend l'église des Cordeliers. Quelque 350 personnes y ont participé.

## Galerie

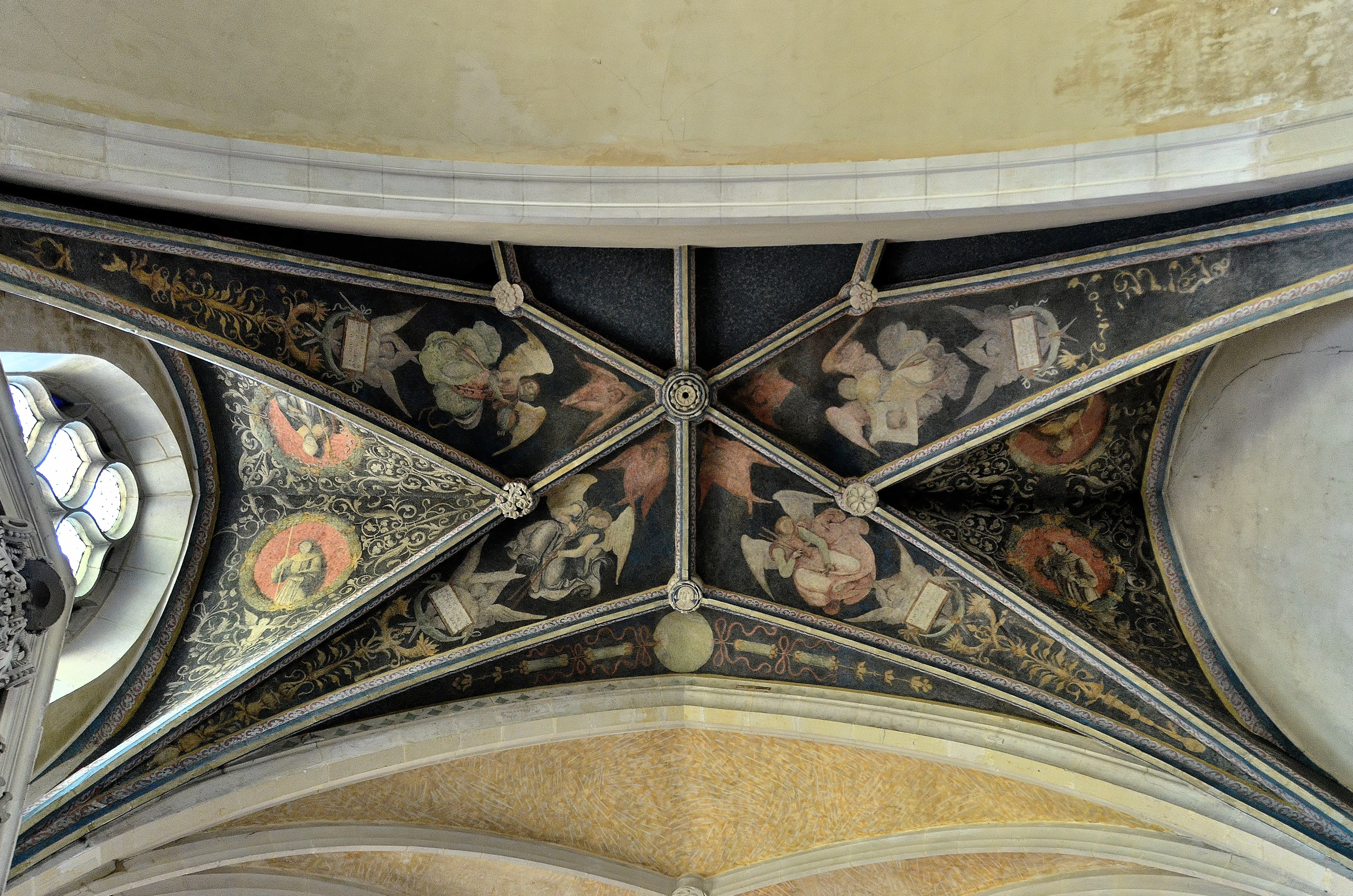
Anges instruments de la Passion.
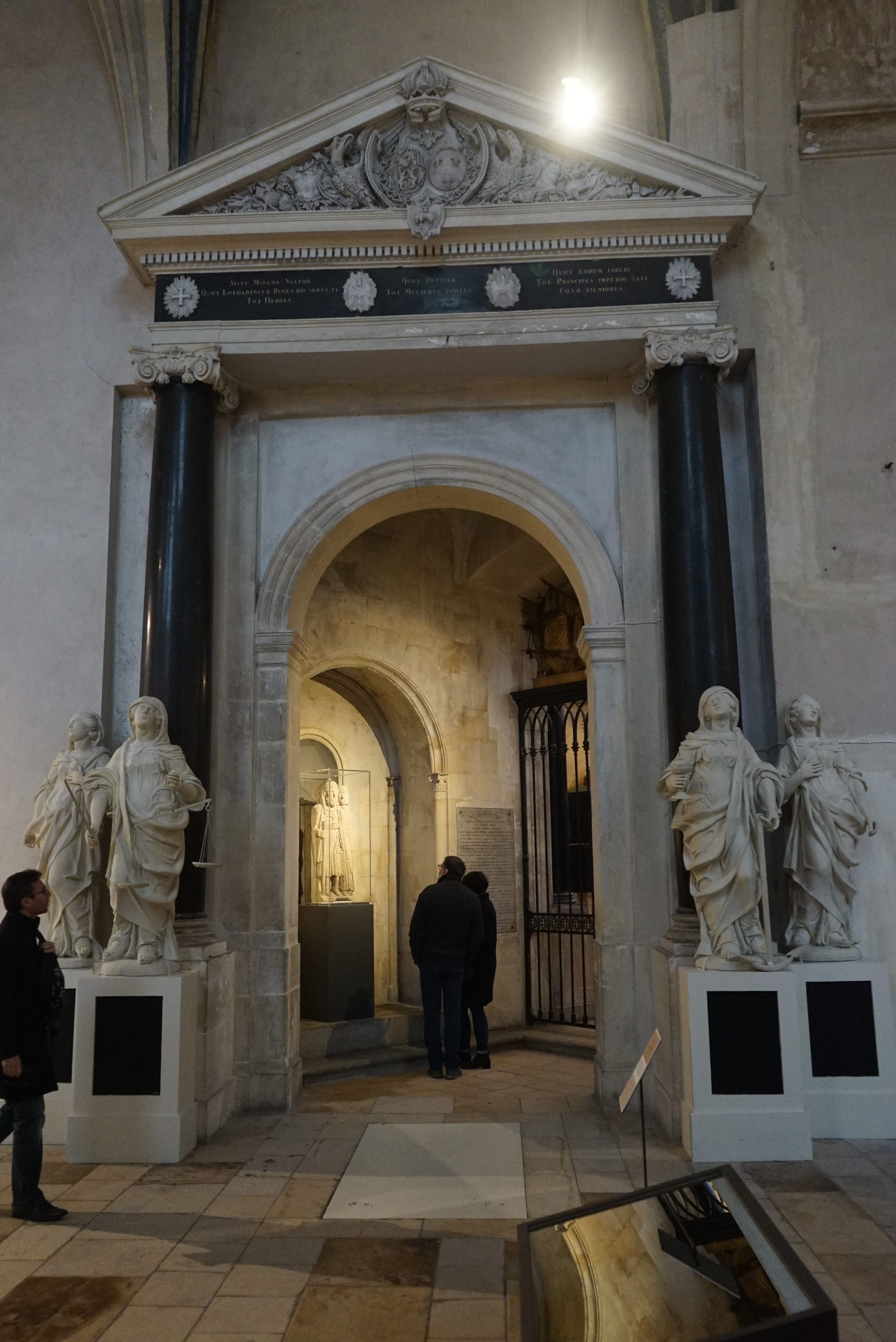
Entrée de la chapelle funéraire
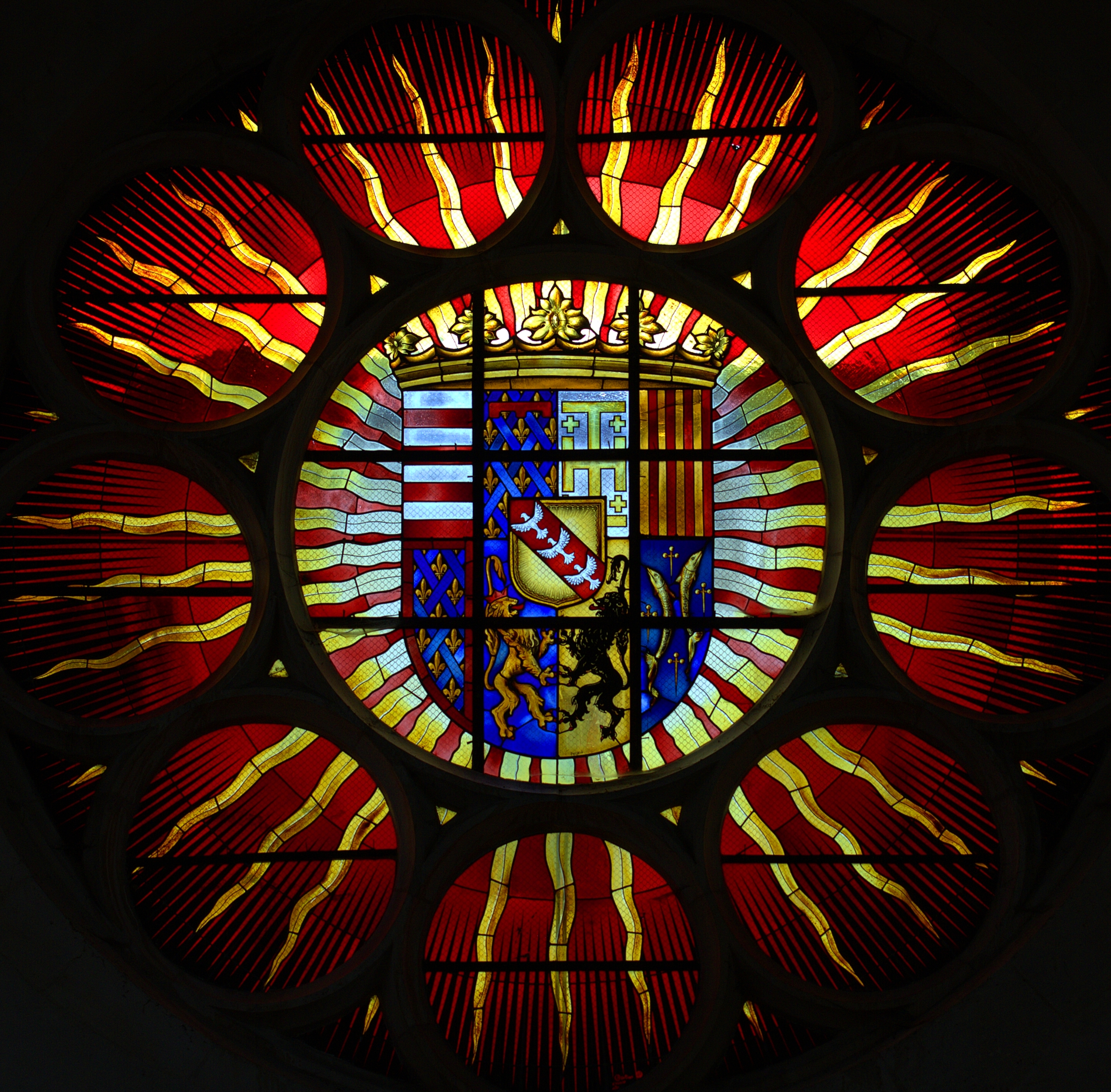
Blason du duc Antoine de Lorraine surplombant le porche de l'église
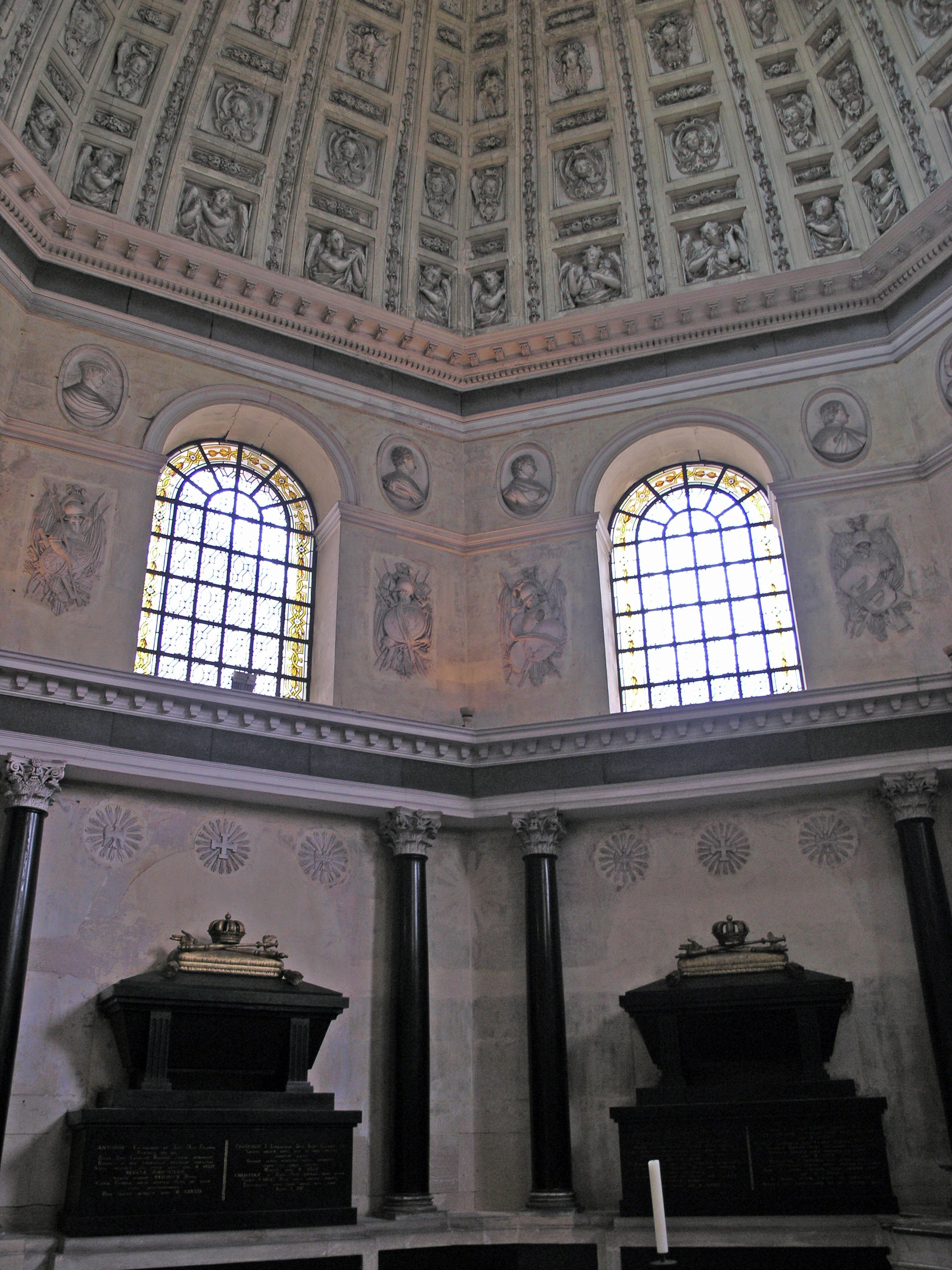
Vue intérieure de la chapelle funéraire
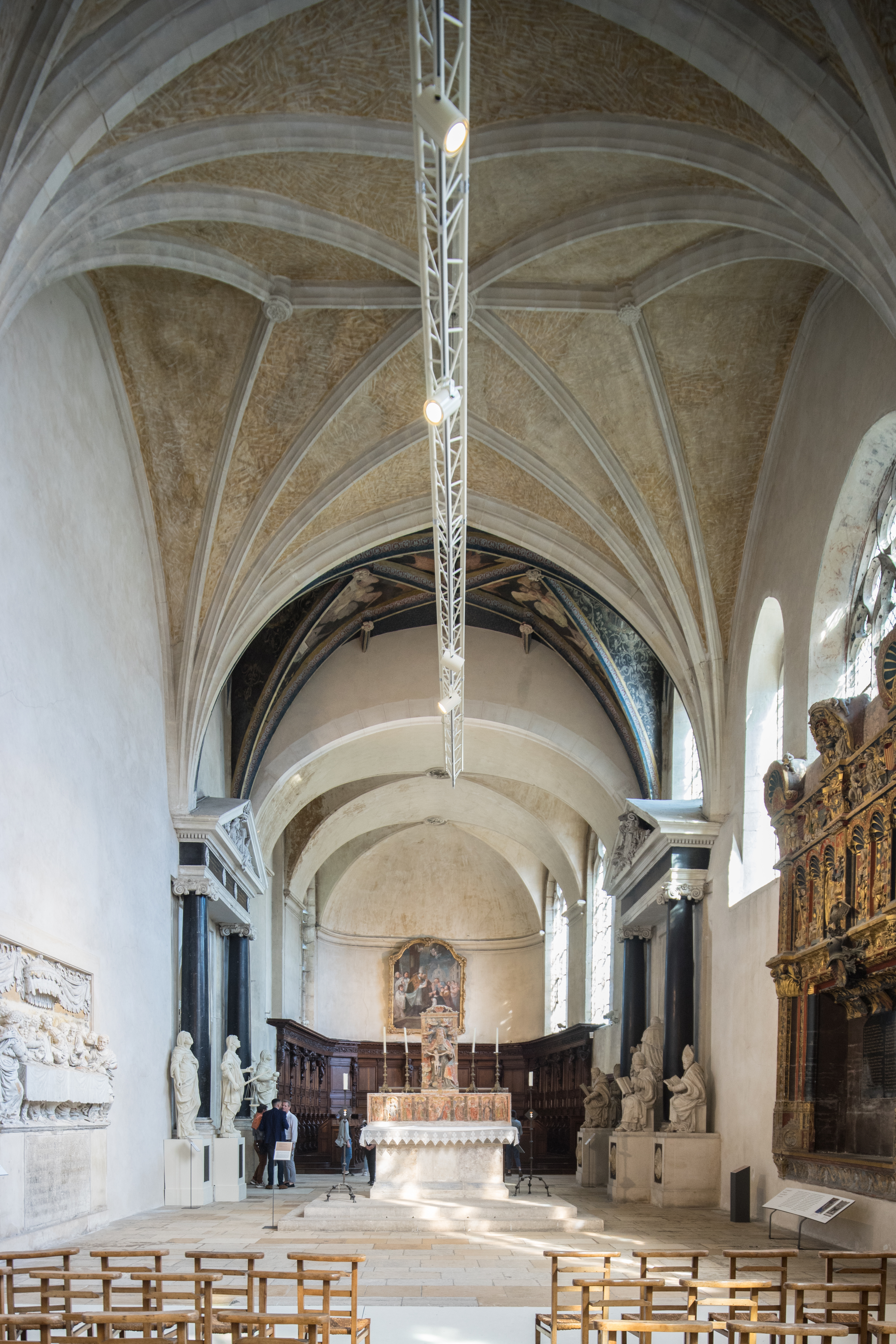
Vue intérieure de l'édifice
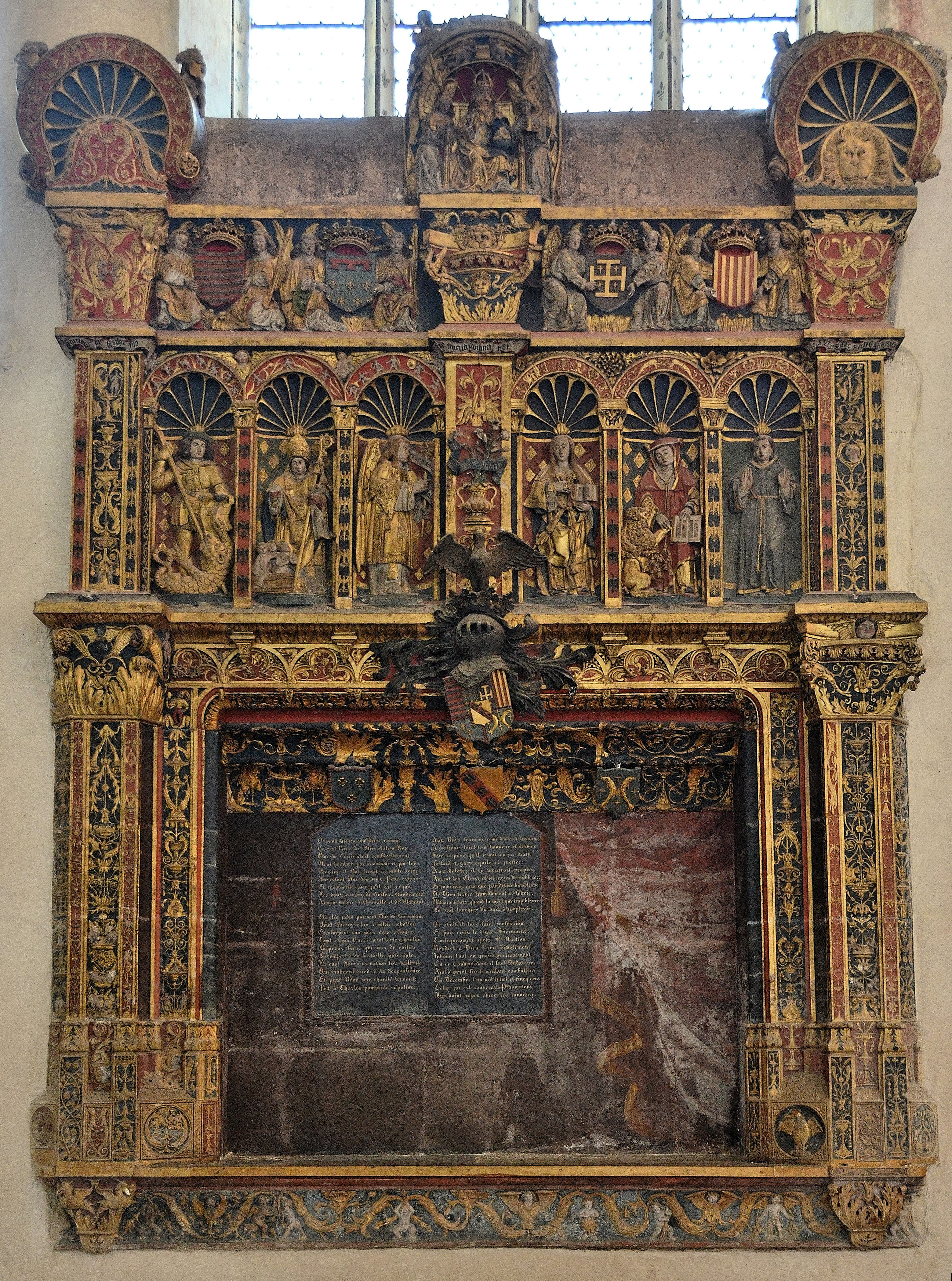
Enfeu du tombeau du duc René II